# Хлопов Борис Якович
Борис Якович Хлопов (* 9 грудня 1932 Іжевськ  — † 16 лютого 2017 Суми) — український художник, пейзажист, портретист. Себе називає «вуличним художником».

## Життєпис

### Родина
Батько — Яків Тимофійович Хлопов  — нащадок яїцьких казаків, мати — Таїсія Михайлівна (до шлюбу Целоусова). 

### Приїзд до України
1944  — батько Яків Тимофійович отримує розподіл в Україну, зокрема до Грунівки (на той час Чернігівська область). 
У 1949  —му Борис закінчує Грунівську школу, після якої поступає до Харківського інженерно-економічного інституту. По завершенню їде на роботу до Киргизії. Вибір країни був випадковим, просто навмання тицьнув пальцем у карту СССР. У місті Фрунзе (Бешкек) закінчив художній технікум. 
1974  — відбулася перша виставка у Киргизії, на якій украли дві картини. Крадіжка стала своєрідним стимулом для Бориса: 
| Я тоді вирішив, раз хтось зазіхнув на мої роботи, значить вони чогось варті, значить треба продовжувати |.
У 1988  — повернувся до Сумщини. Працював начальником планово-фінансового відділу управління зв’язку. 
Активно писати картини почав із виходом на пенсію. До Спілки художників не вступав. 
Картини виставляє на центральній вулиці Сум, так званій «сотні». Чимало картин Хлопова купили гості із закордону. Одна із таких «У гостях Леонардо да Вінчі» тепер у Португалії. Художник планує зробити дубляж цієї роботи. 

#### Впливи
За його словами філософський початок його робіт починається з творів Василя Розанова. 
Роботи мають різноманітний напрямок, тут і мотиви навіяні міфами Давньої Греції, і твори письменників. 
| Багато сучасних художників і не тільки пишуть пейзажі. Але найважча тема для художника – тема людини, її експресія, глибина. Цього замало у сучасних художників, майже немає. І це трагедія не лише моя і сумських художників, а трагедія всієї країни |.

### Художній стиль
Працює у напрямках: живопис, примітив, елементи гумору, літератури і соц.арт – малювання історичних постатей в контексті епохи. Також є роботи еротичного напрямку. Належить до художників концептуального плану. Кожна робота має свій детальний опис, наприклад картина «Чайки» описана так: 
| У народі говорять, що чайки – душі загиблих матросів. Цю думку художник використав як засіб показати про нещодавню трагедію у нашому суспільстві, коли людей високої людської гідності, відданості своїй країні, що знаходиться у розквіті сил, розстріляли на Київському майдані і назвали Небесною Сотнею героїв країни |.
живопис, примітив. З елементами гумору, літературщини і соцарту.

### Ставлення до релігії
У колекції художника є роботи з релігійно-християнським напрямком, однак вони прив’язані до певних художніх творів (Бальзак, Пастернак, Солженіцин тощо). До самої ж релігії Борис Хлопов має фрейдівську позицію: «Релігія – це колективна омана», хоча при цьому зазначає: 
| До будь-якої релігії я ставлюсь з повагою. Бо людині необхідно у щось вірити |.